# スコット・ブルックス
スコット・ウィリアム・ブルックス（Scott William Brooks, 1965年7月31日 - ）はアメリカ合衆国カリフォルニア州出身の元プロバスケットボール選手で、その後は指導者。NBAのオクラホマシティ・サンダー、ワシントン・ウィザーズでヘッドコーチを務めた。

## 経歴

### プレーヤー
1988年にNBA入りしたが、数チームを渡り歩くジャーニーマンだった。しかし各チームで控えPGを黙々とこなし、90年代半ばのヒューストン・ロケッツの優勝を経験している。1996-97シーズンは、ロケッツ時代にNBAファイナルで対決したニューヨーク・ニックスでもプレーした。その後下部リーグでプレーした後に引退し、コーチに転身した。

### コーチ
下部リーグのアシスタントコーチを務めた後、2003-04シーズンにデンバー・ナゲッツのアシスタントコーチに就任。その後サクラメント・キングスのアシスタントコーチを務めた後に2007-08シーズンからシアトル・スーパーソニックスのアシスタントコーチに就任。翌シーズンから本拠地移転に伴いオクラホマシティ・サンダーとして再出発した2008-09シーズン途中に、解任されたP・J・カーリシモの後任としてヘッドコーチに就任した。2009-10シーズンは最優秀ヘッドコーチ賞を受賞。2011-12シーズンには、チームをNBAファイナルに導いたがレブロン・ジェームズらスリーキングスを擁するマイアミ・ヒートに敗れた。
その後もレギュラーシーズンでは好成績を収めるもののプレーオフでは勝ちきれないシーズンが続き、2014-15シーズンは45勝37敗ながらプレーオフ出場を逃し、2015年4月22日に解任された。
2016年4月22日、ワシントン・ウィザーズのヘッドコーチに就任。2016-17シーズンは、ヘッドコーチ就任1年目ながら49勝33敗の好成績を残し、プレーオフに導いた。

## 実績
| チーム   | シーズン | G   | W   | L   | W–L% | シーズン結果     | PG | PW | PL | PW–L% | 最終結果                         |
| -------- | -------- | --- | --- | --- | ---- | ---------------- | -- | -- | -- | ----- | -------------------------------- |
| サンダー | 2008–09  | 69  | 22  | 47  | .319 | 5th in Northwest | —  | —  | —  | —     | Missed Playoffs                  |
| サンダー | 2009–10  | 82  | 50  | 32  | .610 | 4th in Northwest | 6  | 2  | 4  | .333  | 1st.ラウンド敗退                 |
| サンダー | 2010–11  | 82  | 55  | 27  | .671 | 1st in Northwest | 17 | 9  | 8  | .529  | カンファレンスファイナル敗退     |
| サンダー | 2011–12  | 66  | 47  | 19  | .712 | 1st in Northwest | 20 | 13 | 7  | .650  | ファイナル敗退                   |
| サンダー | 2012–13  | 82  | 60  | 22  | .732 | 1st in Northwest | 11 | 5  | 6  | .455  | カンファレンスセミファイナル敗退 |
| サンダー | 2013–14  | 82  | 59  | 23  | .720 | 1st in Northwest | 19 | 10 | 9  | .526  | カンファレンスファイナル敗退     |
| サンダー | 2014–15  | 82  | 45  | 37  | .549 | 2nd in Northwest | -  | -  | -  | –     | Missed Playoffs                  |
| Career   |          | 545 | 338 | 207 | .620 |                  | 73 | 39 | 34 | .534  |                                  |